# رضا عنايتي
غلام رضا عناياتي، من مواليد 23 سبتمبر 1976 في مشهد بإيران، لاعب كرة قدم إيراني، ويلعب مع نادي الإمارات ومنتخب إيران لكرة القدم.

## سيرته الرياضية
بدأ عناياتي مسيرته الاحترافية مع نادي أبو مسلم خراسان، وقد اشتهر في موسم 2001/2002 عندما أصبح هداف الدوري الإيراني الممتاز، وتم استدعائه للمنتخب، وفي موسم 2002/2003 انتقل إلى نادي الأستقلال، وأصبح هداف للدوري في موسم 2004/2005 برصيد 20 هدف، وفي الموسم الذي تلاه سجل 21 هدف لينهي الموسم هداف للدوري للمرة الثالثة في تاريخه، وفي موسم 2006/2007 انتقل إلى نادي الإمارات الإماراتي.
و قد لعب عناياتي مع منتخب إيران لكرة القدم في كأس العالم لكرة القدم 2006، وفي كأس الأمم الآسيوية لكرة القدم.

## كأس آسيا 2004
و قد سجل هدف في مرمى منتخب تايلند لكرة القدم.